# Ökonomischer Gesamtwert
Der ökonomische Gesamtwert (englisch total economic value, TEV) ist ein Konzept im Bereich der Umweltökonomik und der Ökologischen Ökonomie zur ökonomischen Bewertung von Veränderungen in der Bereitstellung von Umweltgütern. Der ökonomische Gesamtwert einer Veränderung in Qualität oder Quantität eines Umweltguts (Ökosystem, Art etc.) ergibt sich als Summe der Einzelwerte einer Reihe verschiedener Wertkategorien.

## Geschichte
Das Konzept des ökonomischen Gesamtwertes wurde zuerst in den 1980er Jahren von Alan Randall und John R. Stall explizit vorgeschlagen. Die Grundlage bildet jedoch die von John Krutilla eingeführte Unterscheidung zwischen Nutz- bzw. Gebrauchswerten einerseits und Nichtgebrauchswerten andererseits. Die meistzitierte Darstellung des TEV von Umweltgütern findet sich in dem Buch The Economic Value of Biodiversity von David Pearce und Dominic Moran von 1994.

## Zusammensetzung
Laut dem aktuellen TEEB-Report The Economics of Ecosystems and Biodiversity: Ecological and Economic Foundations setzt sich der ökonomische Gesamtwert wie folgt zusammen:
- Gebrauchswerte:
  - direkter Gebrauchswert (direct use value), der sich aus der Bereitstellung von unmittelbar konsumierbaren (Umwelt-)Gütern ergibt,
  - indirekter Gebrauchswert (indirect use value), der sich aus Aufrechterhaltung von Umwelt- bzw. Ökosystemfunktionen ergibt,
  - Optionswert (option value), der sich aus der Sicherung anderer Gebrauchswerte angesichts einer ungewissen Zukunft ergibt.
- Nichtgebrauchswerte:
  - Existenzwert (existence value), der sich aus dem Wissen über die weiter bestehende Existenz von Umweltgütern ergibt (unabhängig davon, ob sie genutzt wird oder nicht), und
  - Vermächtniswert (bequest value), den heutige Entscheider Umweltgütern im Hinblick auf die Interessen ihrer Nachkommen oder zukünftiger Generationen zubilligen,
  - Altruistischer Wert (altruistic value), der daraus resultiert, dass man weiß, dass andere Menschen ein Umweltgut nutzen (können).

## Ermittlung
Gebrauchswerte sind meist leichter zu quantifizieren als Nichtgebrauchswerte, da Erstere zumindest theoretisch Spuren im ökonomischen Handeln hinterlassen. Lässt sich keine Bewertung durch die Nutzung von Marktwerten durchführen, können Elemente des TEV unter anderem mit Hilfe von Methoden geäußerter Präferenzen (z. B. Kontingente Bewertungsmethode) ermittelt werden. Für die Abschätzung des Wertes der Veränderung von Nichtgebrauchswerten müssen immer solche Methoden eingesetzt werden.